# Alfa Romeo Tipo 312
Alfa Romeo Tipo 312 (Кодовое название: 12C-312) — прототип и гоночный болид серии Гран-при, созданный итальянской компанией Alfa Romeo и выступавший в сезоне Гран-при 1938 года.

## История
Alfa Romeo Tipo 312 - это трёхлитровый гоночный болид, спроектированный Джоаккино Колобмо. Автомобиль использовался только в одном сезоне Гран-при 1938 года. За рулём данной модели побывали многие знаменитые пилоты того времени, такие как: Раймон Соммер, Джузеппе Фарина, Евгенио Сиена(Eugenio Siena) , Клементе Биондетти, Карло Мария Пинтакуда(Carlo Maria Pintacuda), Жан-Пьер Вимилле, Джанфранко Комотти(Gianfranco Comotti), Пьеро Таруффи и Пьетро Герси(Pietro Ghersi).
Tipo 312 был одной из трёх новых моделей Alfa Romeo, разработанной под новые правила сезона 1938 года. Все три модели различались между собой в основном по двигателю и его объёму. Другие две модели, такие как Alfa Romeo Tipo 308 имела восьмицилиндровый рядный двигатель (L8), а Alfa Romeo Tipo 316 оснащалась двигателем V16. Все автомобили имели под основой шасси от безуспешной Alfa Romeo 12C-37, поэтому они были намного проще сделаны, чем её предшественник. Двигатель в Tipo 312 имел объём 3 литра с углом блоков цилиндров в 60° (V12). Кроме того, на мотор устанавливался турбонаддув. Модель была более мощнее, чем Tipo 308, но всё-таки была недостаточно конкурентоспособна со немецкими конкурентами того года.